# Anti-atomkerne
En anti-atomkerne er en atomkerne som består af de to antipartikler: antineutronen og antiprotonen. Fremstilledes for første gang i 1965.
| Fysik | Spire Denne artikel om fysik er en spire som bør udbygges. Du er velkommen til at hjælpe Wikipedia ved at udvide den. |